# カール・エーベルト
カール・ヨーゼフ・エーベルト（Karl Joseph Eberth, 1835年9月21日 - 1926年12月2日）はドイツの解剖学者、病理学者。

## 経歴
1835年にヴュルツブルクにて出生。ヴュルツブルク大学医学部を卒業後、スイス・チューリッヒ大学の准教授に就任、1869年に教授になった。1874年には同大学獣医科大学の教授に就任。
1880年に腸チフスの研究で一部の臓器に同一の菌を発見し翌年に腸チフス病原菌を発表した。同年ハレ＝ヴィッテンベルク大学教授、1911年に同大学名誉教授に就任。